# Березята (Нижегородская область)
 Березята  — деревня в Тоншаевском районе Нижегородской области.

## География
Расположена на расстоянии примерно 3 км на юго-запад по прямой от районного центра посёлка Тоншаево.

## Палеонтология
В районе деревни в отложениях раннего триасового периода (нижнеиндский подъярус) обнаружен ископаемый образец темноспондильной амфибии Tupilakosaurus.

## История
Упоминается с 1872 года как починок Берязята (Березин), 9 дворов и 81 житель. С 2004 по 2020 год административный центр Березятского сельсовета.

## Население
Постоянное население составляло 124 человека (русские 81 %) в 2002 году, 97 в 2010.